# Max Mangold
Max Mangold (* 8. Mai 1922 in Pratteln; † 3. Februar 2015 in Saarbrücken) war ein deutscher Phonetiker Schweizer Herkunft.
Er war bereits früh an sprachlichen Fragen interessiert und erlernte viele Sprachen, so z. B. auch die von Ludwik Lejzer Zamenhof geschaffene Plansprache Esperanto.
Er studierte in Basel, Genf, Paris und London. Danach arbeitete er u. a. als Dolmetscher der Vereinten Nationen an der Demarkationslinie zwischen Nord- und Südkorea. Habilitation 1956. Seit 1957 wirkte er an der Universität des Saarlandes. 1963 Ernennung zum außerplanmäßigen Professor, 1969 zum Akademischen Rat und ordentlichen Professor für Phonetik, Phonologie und allgemeine Sprachwissenschaft.
Große Bekanntheit erlangte Mangold mit der Publikation diverser Aussprachewörterbücher. So war er beispielsweise für mehrere Auflagen des Aussprache-Duden bis zur 6. Auflage (2005) verantwortlich. 
Er betreute neben zahlreichen Dissertationen weitere Veröffentlichungen, so zum Beispiel über die Dialekte im Saarland und die Dialekte in Rheinland-Pfalz.
Max Mangold war der Lebensgefährte von Edith Braun.